# Zelotes laccus
Zelotes laccus este o specie de păianjeni din genul Zelotes, familia Gnaphosidae. A fost descrisă pentru prima dată de Barrows, 1919. Conform Catalogue of Life specia Zelotes laccus nu are subspecii cunoscute.